# Tovariševo
Tovariševo (izvirno srbsko Товаришево; madžarsko Bácstóváros; nemško Tovarisch) je naselje v Srbiji, ki upravno spada pod Občino Bačka Palanka; slednja pa je del Južnobačkega upravnega okraja.

## Demografija
| Etnična sestava po popisu iz leta 2002 | Etnična sestava po popisu iz leta 2002 | Etnična sestava po popisu iz leta 2002 | Etnična sestava po popisu iz leta 2002 | Etnična sestava po popisu iz leta 2002 |
| -------------------------------------- | -------------------------------------- | -------------------------------------- | -------------------------------------- | -------------------------------------- |
| Srbi                                   | Srbi                                   |                                        | 2.583                                  | 83,26%                                 |
| Romi                                   | Romi                                   |                                        | 278                                    | 8,96%                                  |
| Jugoslovani                            | Jugoslovani                            |                                        | 51                                     | 1,64%                                  |
| Madžari                                | Madžari                                |                                        | 40                                     | 1,28%                                  |
| Slovaki                                | Slovaki                                |                                        | 37                                     | 1,19%                                  |
| Hrvati                                 | Hrvati                                 |                                        | 31                                     | 0,99%                                  |
| Makedonci                              | Makedonci                              |                                        | 5                                      | 0,16%                                  |
| Črnogorci                              | Črnogorci                              |                                        | 4                                      | 0,12%                                  |
| Muslimani                              | Muslimani                              |                                        | 4                                      | 0,12%                                  |
| Slovenci                               | Slovenci                               |                                        | 3                                      | 0,09%                                  |
| Nemci                                  | Nemci                                  |                                        | 3                                      | 0,09%                                  |
| Rusini                                 | Rusini                                 |                                        | 2                                      | 0,06%                                  |
| Ukrajinci                              | Ukrajinci                              |                                        | 1                                      | 0,03%                                  |
| Bošnjaki                               | Bošnjaki                               |                                        | 1                                      | 0,03%                                  |
| Albanci                                | Albanci                                |                                        | 1                                      | 0,03%                                  |
| Neznano                                | Neznano                                |                                        | 29                                     | 0,93%                                  |